# José Muñoz Escámez
José Muñoz Escámez (f. 1937) fue un escritor y periodista español.

## Biografía
Licenciado en Letras, fue redactor de El Movimiento Católico y de La Correspondencia de España, además de colaborador de El Mundo de los Niños (1890), Blanco y Negro, La Ilustración Católica, La Naturaleza y otras publicaciones periódicas. En 1902 era director en Madrid de El Médico Práctico. Muñoz Escámez, que escribió cuentos para la Editorial Calleja, falleció en París a finales de 1937.